# Щільність сітки свердловин
Щільність сітки усіх свердловин середня — у нафтовидобуванні — відношення початкової площі нафтоносності об'єкта розробки до загальної кількості усіх пробурених (запроектованих) у межах цієї площі видобувних і нагнітальних свердловин.
Щільність сітки видобувних свердловин середня — відношення початкової площі нафтоносності об'єкта розробки до кількості усіх пробурених видобувних свердловин Sс .
Щільність сітки свердловин Sс — площа об'єкта розробки, яка припадає на одну свердловину.
Для систем розробки без впливу на пласт щільність сітки свердловин Sс може змінюватися в дуже широких межах.
Так, при розробці родовищ надв'язких нафт (в'язкістю в кілька тисяч 10– 3 Па·с) параметр Sс може становити 1 — 2·104 м2/св. Нафтові родовища з низькопроникними колекторами (соті частки мкм²) розробляють при Sс = 10 — 20·104 м2/св. Слід відзначити, що розробка родовищ високов'язких нафт і родовищ з низькопроникними колекторами при вказаних значеннях Sс може бути економічно доцільною лише при значних товщинах пластів, тобто при високих значеннях параметра О. П. Крилова або при невеликих глибинах залягання пластів, що розробляються, тобто при невеликій вартості свердловин. Для розробки звичайних колекторів Sс = 25 — 64·104 м2/св.
При розробці родовищ з високопродуктивними тріщинуватими колекторами Sс може становити 70 — 100·104 м2/св. і більше.